# Charles-Georges de Clermont-Gallerande
Charles-Georges de Clermont-Gallerande, né le 30 juillet 1744 à Paris où il est mort le 19 avril 1823, est un militaire et homme politique français.

## Biographie
Exécuteur testamentaire de la princesse de Lamballe en 1792, il est membre du comité royaliste à Paris, il est admis à siéger à la Chambre des pairs en 1814.
Il vote la mort du maréchal Ney en décembre 1815.
Sa tombe se trouve dans la 23e division du Père-Lachaise.

## Publication
- Mémoires particuliers pour servir à l'histoire de la révolution de France en 1789, Dantu, 1826.